# Drosophila velox
Drosophila velox este o specie de muște din genul Drosophila, familia Drosophilidae, descrisă de Mahito Watabe și Peng în anul 1991. Conform Catalogue of Life specia Drosophila velox nu are subspecii cunoscute.